# Osmolaritet
Osmolaritet er et kemisk begreb, der betegner antal mol osmotisk aktive partikler pr. liter opløsning (altså f.eks. sukkermolekyler/l vandig opløsning).
Modsat osmolalitet.
| Kemi | Spire Denne artikel om kemi er en spire som bør udbygges. Du er velkommen til at hjælpe Wikipedia ved at udvide den. |